# Samuel Şahin-Radlinger
Samuel Şahin-Radlinger (Ried, 7 november 1992) is een Oostenrijkse voetballer die als doelman bij Austria Wien onder contract staat en in het seizoen 2023/24 verhuurd is aan Almere City FC.

## Carrière
Radlinger speelde in de jeugd van SV Ried. Hierna speelde hij voor verschillende teams in Oostenrijk, Duitsland, Noorwegen en Engeland.
Op 1 september tekende hij een contract bij Austria Wien, waar hij direct voor één seizoen verhuurd werd aan Almere City FC.

## Clubstatistieken
| Seizoen | Club             | Competitie | Competitie | Competitie | Overig | Overig | Totaal | Totaal |
| Seizoen | Club             | Competitie | Wed.       | Dlp.       | Wed.   | Dlp.   | Wed.   | Dlp.   |
| ------- | ---------------- | ---------- | ---------- | ---------- | ------ | ------ | ------ | ------ |
| 2023/24 | → Almere City FC | Eredivisie | 0          | 0          | 0      | 0      | 0      | 0      |
| Totaal  | Totaal           | Totaal     | 0          | 0          | 0      | 0      | 0      | 0      |

Bijgewerkt t/m 1 september 2023.

## Interlandcarrière
Radlinger speelde in alle Oostenrijkse jeugdelftallen van -18 tot en met -21.